# Minjan

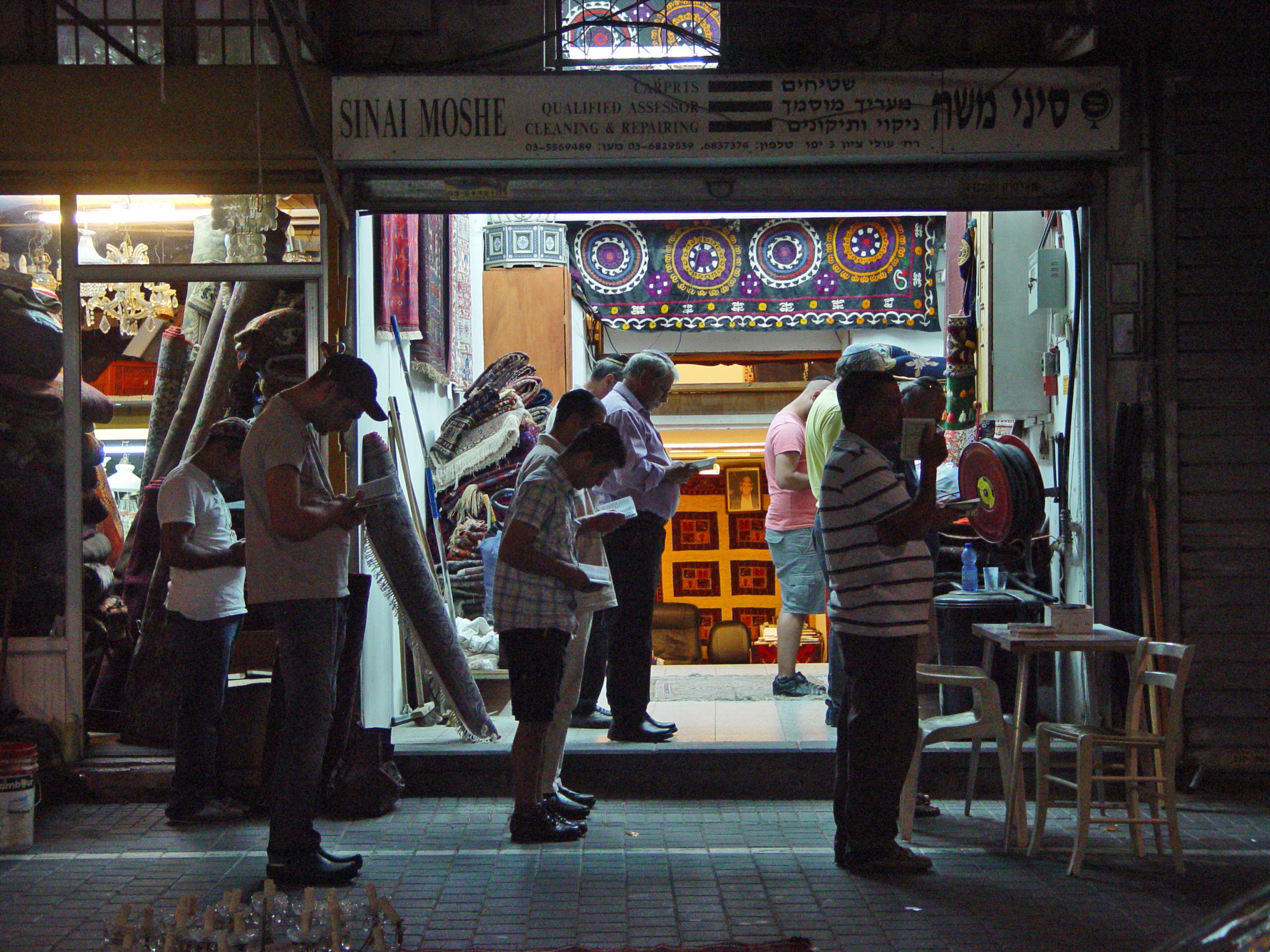
Joodse mannen bidden met een Minjan in een winkelstraat in Jaffa

Een minjan (Hebreeuws:מניין) is een groep van ten minste tien volwassen joodse mannen die nodig zijn voor een volledige joodse gebedsdienst. In het Jiddisch wordt de term minje gebruikt. Een joodse jongen wordt als volwassen beschouwd nadat hij bar mitswa is geworden op de leeftijd van 13 jaar.
Bij  liberale gemeenschappen tellen vrouwen mee voor een minjan, vanaf de leeftijd waarop zij bat mitswa hebben gedaan (12 jaar). Modern-orthodoxe vrouwen houden weleens een gebed in een aparte vrouwenminjan.

## Ontbreken van een minjan
Voor verschillende delen van de joodse gebedsdiensten of losse gebeden is een minjan vereist; wanneer iemand alleen bidt of als er niet voldoende volwassen joodse mannen voor een minjan aanwezig zijn worden die delen overgeslagen, het gaat daarbij om onder meer om het zeggen van kaddisj en de Sjemoné Esré.
Ook kan men in de synagoge niet opgeroepen worden voor het lezen van de Thora indien de vereiste minjan ontbreekt. In de maand eloel, de maand voor Rosj Hasjana (Joods Nieuwjaar) en Jom Kipoer (Grote Verzoendag) wordt er niet op de sjofar geblazen wanneer er geen minjan is. Als er een minjan aanwezig is, kan er op allerlei plaatsen gebeden worden, ook in de buitenlucht. 

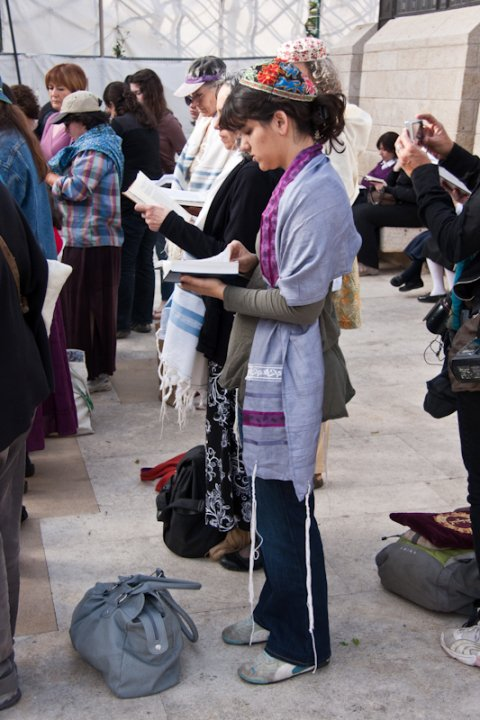
Vrouwen bidden in aanwezigheid van een vrouwenminjan

## Oorsprong
Joodse geleerden hebben vastgelegd dat wanneer tien Joden samenkomen, hetzij voor een gebedsdienst hetzij voor het bestuderen van de halacha (Joodse wet), de Goddelijke aanwezigheid  in hun midden is. In de rabbijnse literatuur worden zij die samenkomen in kleinere groepen om te leren en zelfs zij die alleen bidden, wel geprezen.
Echter wordt de nadruk gelegd op de verdienste, het belang en de heiligheid van de minjan van tien. Autoriteiten op het gebied van de Joodse wetgeving zoals Maimonides, de auteur van de Sjoelchan Aroech en anderen, ondersteunen het belang van een minjan allemaal. De verplichting om de dagelijkse gebeden te zeggen in groepen van tien volwassen Joodse mannen bestaat dan ook al meer dan 1000 jaar.
Het minimum aantal van tien Joden dat vereist is voor een samenkomst heeft zijn oorsprong in het gebed van Abraham tot God in Genesis 18 vanaf vers 20. Hij vraagt de Almachtige of Hij Sodom niet zal verwoesten als er 50 gelovigen zijn en blijft vragen tot 10. God belooft Abraham dan dat Hij Sodom niet zal vernietigen als er daar 10 gelovigen zijn. 